# Jan Fyt

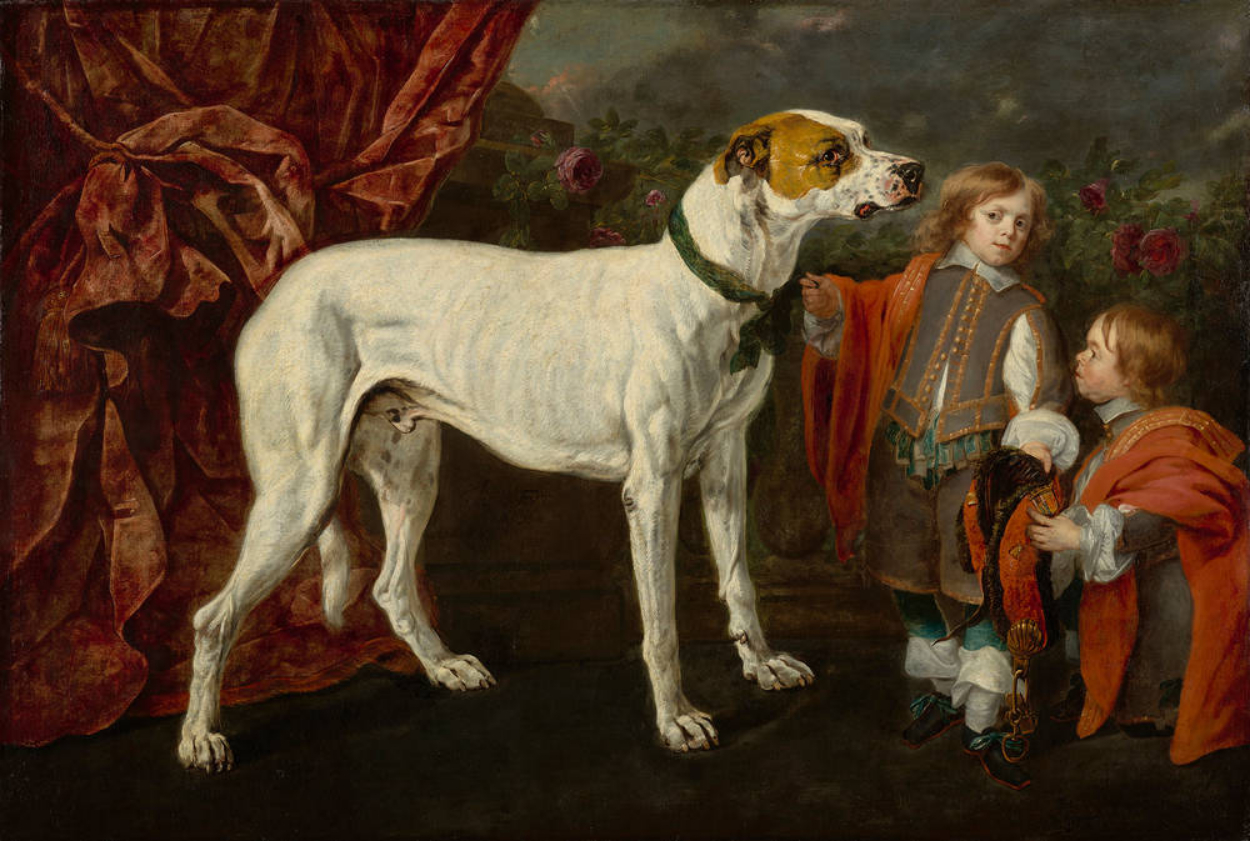
Perro grande, enano y niño, 1652 (Gemäldegalerie Alte Meister, Dresde).

Jan Fyt (Amberes, h. 15 de marzo de 1611 - Amberes, 11 de septiembre de 1661), también conocido como Johannes Fijt y Jean Fyt, fue un pintor y grabador flamenco. Se especializó en la pintura de bodegón y animales.

## Biografía
Nacido en Amberes, fue bautizado el 15 de marzo de 1611. Fue registrado como aprendiz de Hans van den Berghe en 1621. Profesionalmente, Van den Berghe era restaurador de pinturas viejas, no pintor. Después Fyt se adiestró con Frans Snyders entre 1629 y 1631, tiempo durante el cual, a la edad de 20 años, entró al Gremio de San Lucas como maestro. Desde ahí y hasta su muerte en 1661, produjo un vasto número de pinturas en las cuales la osada facilidad de Frans Snyders se fusiona a poderosos efectos que recuerdan a Rembrandt.
Fyt se fue de Amberes a París en 1633, viajando a Italia al año siguiente, donde trabajó en Venecia y posiblemente visitó Roma (ya que más tarde se unió al Gremio de Romanistas del vuelta en Amberes). Para 1641 estaba de regreso en Amberes, donde se casó en 1654.
Fyt es reconocido por su interpretación de la vida animal en sus más variadas formas. Se le considera menos acertado en el trazado y menos audaz en la acción que Snyders, pero más habilidoso y más cercano en la reproducción del pelaje de venados, perros, galgos, liebres y monos, mientras que en realizar el plumaje de pavo reales, patos, halcones y gallos y gallinas, no era tan diestro. Es considerado también el artista de la escuela flamenca más efectivo agregando accesorios a su composición como ropa teñida, objetos de porcelana, vasos y fruta.

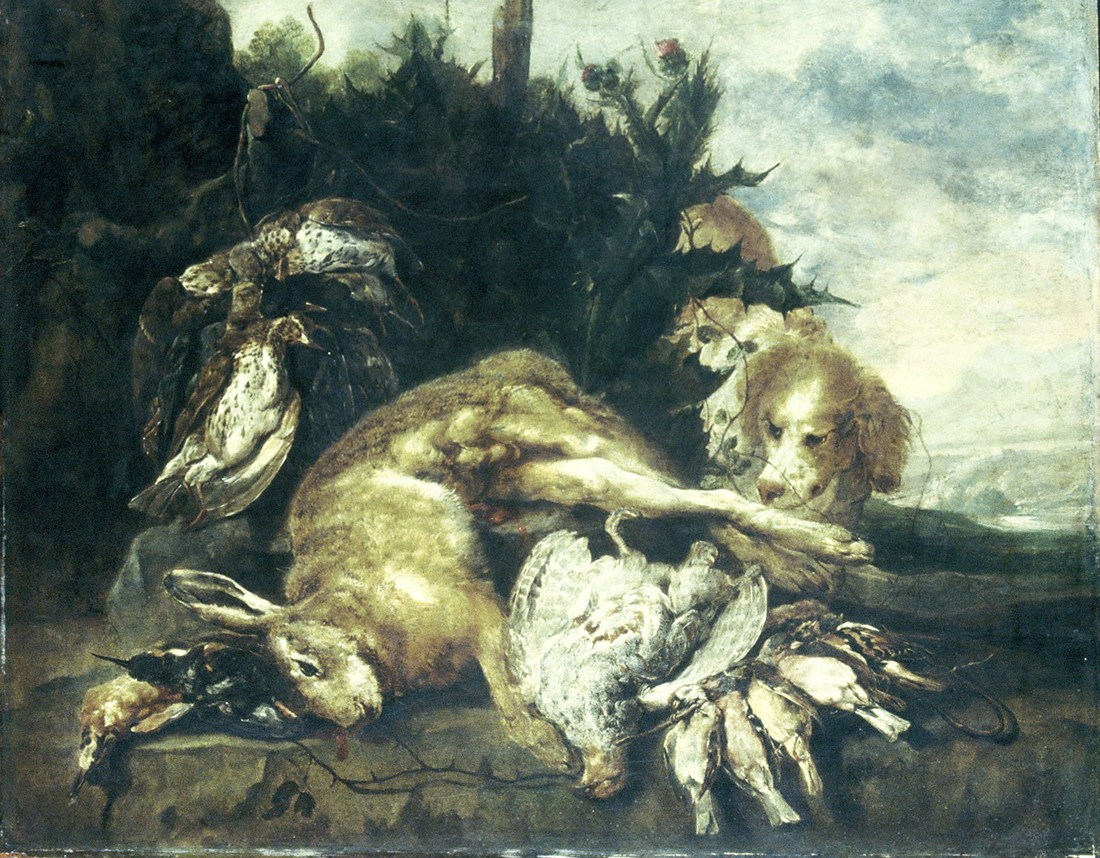
Naturaleza muerta - Jan Fyt

No era muy hábil con las figuras, y a veces contó para estos temas con la cooperación de Cornelis Schut o Thomas Willeboirts Bosschaert, mientras que sus fondos arquitectónicos en ocasiones eran realizados por Erasmus Quellinus II. Sileno entre fruta y flores, en la Colección Harrach en Viena, Diana y sus ninfas con animales cazados, en el Belvedere en Viena, y Bodegón de fruta frente a un Arco del Triunfo, perteneciente al Barón von Rothschild de Viena, son ejemplos de la cooperación de Schut, Willeborts y Quellinus, respectivamente. También son consideradas obras maestras de Fyt. Su obra registrada más antigua es Un gato sujetando un ave muerta cerca de un gallo y unos pájaros, que pertenece al Barón Cetto en Múnich, y que fue elaborada en 1644. Entre las últimas se cuentan una Composición con patos (1660), vendida con la colección Jager en Colonia en 1871, y al menos una obra del Museo del Prado fechada en 1661, año de su muerte.
Gran poder se muestra en los cuadros de caza de osos y jabalíes conservados en Múnich y el castillo de Ravensworth. Corzo cazado por perros en el agua, en el Museo de Berlín, tiene parte de la vida y más de la dureza de Snyders, pero se dice que carece de variedad de tintas y buen acabado. 
Fyt era igualmente habilidoso en el grabado al aguafuerte. Grabó dieciséis ilustraciones, y la serie de siete que representan perros (1642) es única en su clase. Existen ejemplares de ella en el Museo Británico de Londres.
El Museo del Prado posee varias obras del artista, y un singular Bodegón con espárragos se exhibe en el Museo Thyssen-Bornemisza.